# Lambert I de Nantes
Lambert (?-836), comte de Nantes i prefecte de la Marca Bretona (818-831) i Duc de Spoleto (834-836).

## Orígens familiars
Fill de Guiu de Nantes, comte i marquès de Nantes, i la seva esposa.

## Fets destacables
L'any 814, ell i el seu oncle Werner, va ser expulsats d'Aquisgrà per l'emperador Lluís el Pietós i després de la mort de l'emperador Carlemany, el seu oncle va morir en els conflictes que van sorgir posteriorment.
El 818 els bretons es van revoltar i van proclamar rei a Morvan Lez-Breizh. Aleshores, Lluís el Pietós va emprendre una campanya per recuperar Bretanya. Els bretons va ser derrotats, però l'any 822 un nou cabdill bretó, Wiomarch, es va rebel·lar. Després de tres anys de lluites, va ser derrotat i conduït a Aquisgrà, on finalment va ser sotmès definitivament. De tornada a Bretanya, Lambert va assassinar Wiomarc'h.
L'any 831 Lambert es va unir a la rebel·lió de Lotari contra el seu germà Lluis. El fracàs de la rebel·lió li va suposar perdre els seus dominis de la Marca Bretona, però tot i haver estat exiliat, Lotari li va atorgar el Ducat de Spoleto l'any 834.
L'any 836 es va produir una gran epidèmia a tot Itàlia i Lambert va morir junt amb molts d'altres que formaven part del seguici de Lotari.

## Núpcies i descendents
Es va casar amb una filla de Pipí d'Itàlia i va tenir quatre fills:
- Lambert II (?-852), comte de Nantes.
- Doda (?-d.846), abadessa de Saint-Clement de Nantes.
- Guiu (?-860), duc de Spoleto
- Werner (?-853), comte de Bretanya